# Spuitendonkse Bos
Het Spuitendonkse Bos is een nat bosgebied ten zuidwesten van Roosendaal en ten zuidoosten van Wouw.
Het gebied meet 4 ha en is in bezit van Staatsbosbeheer. Het is een eiken-essenhakhoutbos, waar bosplanten als muskuskruid, bosanemoon, gewone salomonszegel, gele dovenetel en dalkruid te vinden zijn.
Tot de broedvogels worden gerekend: spotvogel, glanskop, Wielewaal en grauwe vliegenvanger.
Vlak langs het bos loopt de Spuitendonkse Beek in de richting van Roosendaal.
Het gebied wordt bedreigd door zijn geïsoleerde ligging ten opzichte van andere natuurgebieden. In het zuiden wordt het zelfs begrensd door de autosnelweg A58. Ook van ontwatering van de naburige landbouwgebieden heeft het bos te lijden.
Het bos wordt niet onderhouden en is niet openbaar toegankelijk. Aldus hoopt men dat de natuurlijke processen zo veel mogelijk ongestoord hun gang gaan.
Ten oosten van het bos ligt Verzorgingsplaats Spuitendonk.